# Sălătrucel
Sălătrucel è un comune della Romania di 2 155 abitanti, ubicato nel distretto di Vâlcea, nella regione storica della Muntenia. 
Il comune è formato dall'unione di 4 villaggi: Pătești, Sălătrucel, Seaca, Șerbănești.